# Ligue de Souabe
Pour les articles homonymes, voir Ligue.
La ligue de Souabe (Schwäbischer Bund) ou ligue du pays de Souabe (Bund im Lande Schwaben), est une ligue fondée le 14 février 1488 à l'initiative de l'empereur Frédéric III lors de la diète d'Empire tenue à Esslingen du 9 au 14 février. Elle regroupe plusieurs princes du Sud de l'Allemagne, notamment le comte de Wurtemberg Eberhard V, des barons, comme ceux de Werdenberg, de Fürstenberg, de Waldburg et de Zollern, des chevaliers d'Empire et des villes impériales de Souabe. 
La formation de cette ligue est une étape importante de la réforme des institutions du Saint-Empire romain germanique, menée notamment en 1500 par l'empereur Maximilien d'Autriche, fils de Frédéric III (création du Reichsregiment, systématisation des cercles impériaux, qui seront portés à dix en 1512). 
Sur le plan local, la ligue intervient dans plusieurs conflits à partir de 1499 ; son fait d'armes le plus fameux est sa participation à la répression des paysans insurgés en 1525-1526. Cette intervention, cautionnée par Martin Luther, est sa dernière notable : la division religieuse de l'empire entre catholiques et protestants à la fin des années 1520 atteint aussi la ligue de Souabe dont les membres s'affrontent au cours de la guerre de Smalkalde.
Son nom se réfère à la Souabe, à l'origine duché de Souabe (issu de l'ancienne Alémanie) créé en 915, puis intégré dans le Saint-Empire romain germanique, mais éclaté à partir du XIIIe siècle en une multitude d'entités féodales (seigneuries laïques ou ecclésiastiques et villes libres), la fonction de duc de Souabe n'étant plus occupée à partir de 1268.

## Contexte

### Le conflit entre noblesse et villes de Souabe (XVesiècle)
Au cours le XVe siècle, les nobles de Souabe engagent une lutte politique contre les villes en empiétant sur leurs droits[pas clair] et créent une situation qui menace de faire sombrer le duché dans le désordre. 

## La formation de la ligue (1487-1488)
L'empereur Frédéric III propose de rassembler les villes et la noblesse au sein d'une ligue, à laquelle il accorde une constitution.
La ligue souabe est formée en février 1488, établissant une trêve de huit ans (mars 1488-février 1496).

## La première période de trêve (1488-1496)

### Membres
Ils sont au nombre de 586 :
- 26 villes d'empire : 20 présentes dès février 1488, 2 en avril et 4 en novembre ;
- les seigneurs ecclésiastiques et laïcs ;
- les chevaliers de l'ordre de Saint-Georges[pas clair].

Un certain nombre de princes (au sens générique) sont, non pas membres, mais alliés de la ligue :
- Sigismond d'Autriche, archiduc d'Autriche, régent du comté de Tyrol (après son abdication en 1490, il est remplacé par Maximilien d'Autriche, fils de l'empereur) ;
- Eberhard V de Wurtemberg, comte de Wurtemberg.

### Organisation
Ulm est choisie pour être le siège de la ligue.
Eberhard de Wurtemberg est le premier capitaine (commandant en chef) des troupes la ligue. La ligue de Souabe peut rassembler plus de 13 000 hommes.

## Les périodes de trêve ultérieures (1496-1534)

### Quatre périodes
À chaque fin de trêve, la ligue est reconduite par une partie de ses membres, le nombre de départ n'étant plus jamais atteint :
- Deuxième période : 1496-1499
- Troisième période : 1500-1512
- Quatrième période : 1512-1523 : 65 membres
- Cinquième période : 1523-1534.

### Interventions militaires de la ligue de 1499 à 1526
Au cours de son existence, la ligue de Souabe participe à plusieurs campagnes :
- en 1499, pendant les guerres de Souabe, elle est vaincue dans les combats autour de Triesen, puis à Schwaderloh et Dornach ;
- en 1504-1505, pendant la guerre de Succession de Bavière, elle soutient le duc de Haute-Bavière, Albert IV contre la lignée palatine du duc Georges de Bavière ;
- en 1512, les troupes de la ligue prennent d'assaut la citadelle d'Hohenkrähe im Hegau pour mettre un terme au séparatisme de la petite noblesse locale[pas clair],
- en 1519, elle condamne[pas clair] le duc Ulrich VI de Wurtemberg, pour avoir tenté de s'emparer par la force de la ville libre de Reutlingen ;
- en 1523, elle combat contre la chevalerie de Franconie menée par Hans Thomas von Absberg (de) ;
- en 1526, pendant la guerre des Paysans, les armées de la ligue marchent contre les paysans insurgés repliés à Salzbourg (à la suite de l'offensive du duc Antoine de Lorraine en Alsace).

### La fin de la ligue au cours du conflit religieux dans l'empire (1530-1555)
La création du cercle de Souabe comme un des cercles impériaux créés par Maximilien rend la ligue redondante. Les deux institutions coexistent, sans complètement se superposer.
Dans les années 1520, la ligue est affectée par la Réforme, initiée en 1517 par Martin Luther : certains de ses membres passent au protestantisme et entrent dans la ligue de Smalkalde (nombre des villes impériale, le Wurtemberg), les autres restent catholiques. Les deux camps s'affrontent durant la guerre de Smalkalde qui ne prend fin qu'en 1555 (paix d'Augsbourg).
Après la répression de la guerre des Paysans, la ligue ne joue plus de rôle important ; le cercle de Souabe reprend ses fonctions d'origine (assurer la paix) à partir de 1530. Au XVIIIe siècle, c'est le seul des cercles impériaux à être encore doté d'une force armée spécifique.